# Đại công quốc Würzburg
Đại công quốc Würzburg (tiếng Đức: Großherzogtum Würzburg) là một Đại công quốc của Đức với trung tâm là Würzburg tồn tại vào đầu thế kỷ XIX.
Theo kết quả của Hiệp ước Lunéville năm 1801, Giám mục vương quyền Würzburg đã bị thế tục hóa vào năm 1803 và được trao cho Tuyển hầu xứ Bayern. Trong cùng năm Ferdinand III, cựu Đại Công tước xứ Tuscany, được bồi thường bằng Tuyển hầu xứ Salzburg. Trong Hòa ước Pressburg ngày 26 tháng 12 năm 1805, Ferdinand mất Salzburg vào tay Đế quốc Áo nhưng được bồi thường bằng lãnh thổ Würzburg, Bayern đã từ bỏ nó để đổi lấy Bá quốc Tyrol.
Nhà nước của Ferdinand được gọi ngắn gọn là Tuyển hầu xứ Würzburg (Kurfürstentum Würzburg), nhưng nó đã được nâng lên thành Đại công quốc sau khi Đế quốc La Mã Thần thánh giải thể vào ngày 6 tháng 8 năm 1806. Nó gia nhập Liên minh sông Rhine vào ngày 30 tháng 9 năm 1806. Năm 1810 nó mua lại Schweinfurt.
Sau thất bại của Hoàng đế Napoléon trong trận Leipzig, Ferdinand giải thể liên minh của mình với Đệ Nhất Đế chế Pháp vào ngày 26 tháng 10 năm 1813. Thông qua hiệp ước Áo-Bavaria ngày 3 tháng 6 năm 1814, Ferdinand mất tài sản vào tay Vương quốc Bayern và Đại công quốc bị giải thể. Ferdinand đã được Đại hội Viên khôi phục trở lại ngôi vị ở Đại công quốc Toscana. Giáo phận Công giáo La Mã Würzburg được tái lập vào năm 1821 mà không sở hữu quyền lực nhà nước như trước đây.